# Bainghen
Bainghen è un comune francese di 215 abitanti situato nel dipartimento del Passo di Calais nella regione dell'Alta Francia.

## Storia

### Simboli
È l'emblema dei sacerdoti della congregazione dell'Oratorio di Gesù con sede nell'abbazia di Saint-Wulmer di Boulogne, titolari della signoria, così come raffigurato nell'Armorial général de France del 1696 ma senza le parole iesus maria all'interno.

## Società

### Evoluzione demografica
Abitanti censiti